# Masacre de Awa'uq
La masacre de Awa'uq, masacre de Refuge Rock, o masacre de Wounded Knee de Alaska fue una masacre perpetrada por el comerciante de pieles ruso Grigori Shélijov, ayudado por hombres armados de la Compañía Shélijov-Gólikov, contra un grupo de inuits alutiiq el 14 de agosto de 1784 durante la época del dominio ruso de Alaska. El ataque tuvo lugar en la isla Sitkalidak, cerca de Old Harbor en Refuge Rock (Awa'uq, en alutiiq), al sur de la isla Kodiak, del archipiélago Kodiak.
En 1784, Grigori Shélijov, llegó a la bahía de los Tres Santos (cerca de la actual Old Harbor) en la isla Kodiak, con dos barcos. Los indígenas koniaga de la isla Kodiak (Qik’rtarmiut Sugpiat), una nación de alutiiqes nativos de Alaska, hostigaron a la expedición de Shélijov, que respondió matando a cientos y tomando rehenes para someter a los demás (Shélijov afirmó haber hecho más de 1000 prisioneros, manteniendo unos 400 como rehenes). Esta masacre permitió dominar las islas del archipiélago: Shélijov desencadenó una campaña de terror, toma de rehenes y exterminio, que le permitió dominar las islas del archipiélago. Habiendo establecido su autoridad sobre la isla de Kodiak, Shélijov fundó el segundo asentamiento permanente ruso en Alaska (después de Unalaska) en la isla, en la bahía de Tres Santos.
Según otras fuentes los promyshlenniki rusos (cazadores o comerciantes de pieles rusos) respondieron matando 500 hombres, mujeres y niños en Refuge Rock, aunque algunos aumentan la cifra hasta 2000, o entre 2500−3000 muertes.